# Nezool
Nezool (également appelé Nezana) (Ve siècle) est un roi aksoum.